# IJsland op de Olympische Zomerspelen 2016
IJsland nam deel aan de Olympische Zomerspelen 2016 in Rio de Janeiro, Brazilië. Tot de selectie behoorden acht atleten, actief in vier verschillende sporten. De equipe telde daarmee twintig atleten minder dan in 2012 en was de kleinste olympische afvaardiging van IJsland sinds 1968, toen zeven sporters meededen aan de Spelen in Mexico-Stad. IJsland won geen medailles op de Spelen van 2016. Zwemster Hrafnhildur Lúthersdóttir kwam daar het dichtst bij: zij werd in de finale van de 100 meter schoolslag zwemmen zesde.

## Deelnemers en resultaten
(m) = mannen, (v) = vrouwen 

### Atletiek
| Olympiër             | Discipline       | Resultaat | Prestatie                             |
| -------------------- | ---------------- | --------- | ------------------------------------- |
| Guðni Valur Guðnason | discuswerpen (m) | 21e       | kwalificatie groep B: 13de met 60,45m |
|                      |                  |           |                                       |
| Aníta Hinriksdóttir  | 800m (v)         | 26e       | 'serie 4: 6de in 2.00,14 (NR)         |
| Ásdís Hjálmsdóttir   | speerwerpen (v)  | 30e       | kwalificatie groep B: 14de met 54,92m |

### Gymnastiek
| Olympiër       | Discipline               | Resultaat | Prestatie                                                                                 |
| -------------- | ------------------------ | --------- | ----------------------------------------------------------------------------------------- |
| Irina Sazonova | meerkamp individueel (v) | 40e       | kwalificaties sprong: 13,800 brug: 13,500 balk: 12,900 vloer: 13,000 totaal: 53,200 (40e) |

### Judo
| Olympiër            | Discipline | Resultaat | Prestatie                             |
| ------------------- | ---------- | --------- | ------------------------------------- |
| Þormóður Jónsson VO | +100kg (m) | 17e       | 1ste ronde: V van POL Sarnacki: ippon |

### Zwemmen
| Olympiër                     | Discipline          | Resultaat | Prestatie                                                                           |
| ---------------------------- | ------------------- | --------- | ----------------------------------------------------------------------------------- |
| Anton Sveinn McKee           | 100m schoolslag (m) | 35e       | serie 3: 7de in 1.01,84                                                             |
| Anton Sveinn McKee           | 200m schoolslag (m) | 18e       | serie 5: 5de in 2.11,39                                                             |
|                              |                     |           |                                                                                     |
| Eygló Ósk Gústafsdóttir      | 100m rugslag (v)    | 14e       | serie 3: 5de in 1.00,89 halve finale 1: 7de in 1.00,65                              |
| Eygló Ósk Gústafsdóttir      | 200m rugslag (v)    | 8e        | serie 4: 4de in 2.09,62 halve finale 1: 3de in 2.08,84 (NR) finale: 8ste in 2.09,44 |
| Hrafnhildur Lúthersdóttir VS | 100m schoolslag (v) | 6e        | serie 6: 4de in 1.06,81 halve finale 2: 5de in 1.06,71 finale: 6de in 1.07,18       |
| Hrafnhildur Lúthersdóttir VS | 200m schoolslag (v) | 11e       | serie 3: 4de in 2.24,43 halve finale 1: 5de in 2.24.41                              |